# T. E. Hulme
Thomas Ernest Hulme (Endon, 16 de setembro de 1883 – Koksijde, Bélgica, 28 de setembro de 1917) foi um crítico, ensaísta, poeta e soldado inglês que teve grande influência sobre o modernismo de língua inglesa, especialmente como crítico em Londres a partir de 1909. Foi o criador do Imagismo, posteriormente nomeado por Ezra Pound. Morreu em combate na I Guerra Mundial.